# Дирхами (порт)
Порт Ди́рхами (эст. Dirhami sadam, код: EEDIR) — морской торговый и яхтенный порт в деревне Дирхами, Эстония. Расположен на берегу Финского залива на косе Дирхами. На территории порта расположен пограничный пункт Департамента полиции и погранохраны Эстонии. Оператор порта —  общество с ограниченной ответственностью Mellson Grupp OÜ. Связь: канал 10 / 16 МВ, позывные: PORT DIRHAM.

## История
Порт был построен в 1970-х годах рыболовецким колхозом «Ляэне Калур» («Lääne Kalur»).
В порту действует некоммерческое объединение «Дом рыбаков Дирхами» (MTÜ Dirhami Kalurite Koda), по инициативе которого к 2014 году был создан своеобразный рыбный центр, где есть возможности для хранения и первичной обработки рыбы, действует небольшое промышленное производство, реконструирован пункт приёма рыбы и Дом рыбаков, где имеются современные бытовые помещения и кафе, построены дороги и площадки.

## Описание порта
Наземная территория порта — 68 333,89 м². Один из немногих портов западной Эстонии, практически свободных ото льда в зимний период. В основном обслуживает рыболовецкие и торговые суда, а также яхты. Через порт Дирхами осуществляется сообщение с островом Осмуссаар.
Технические данные порта согласно Регистру портов Эстонии:
- общий тоннаж судна — от 500 до 7500 тонн;
- наибольшая длина судна — 90 м;
- наибольшая ширина судна — 12 м;
- наибольшая осадка судна — 3,7 м;
- наименьшая ширина судового хода — 60 м;
- наименьшая глубина судового хода — 3,8 м.

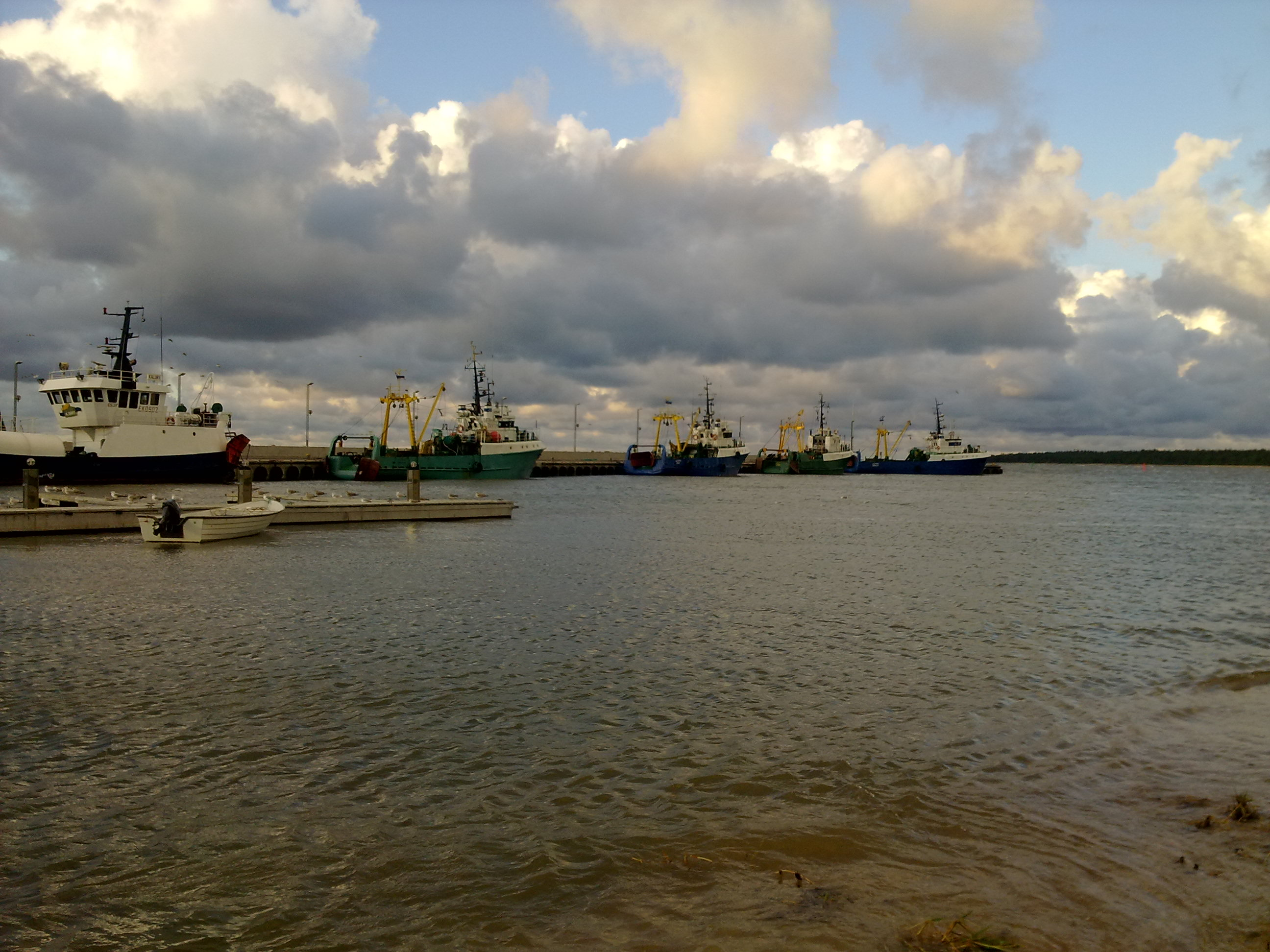
Рыболовные траулеры в порту Дирхами, 2011 год

Порт имеет 7 стационарных причалов, их общая длина — 478 метров. Есть плавучий причал для яхт. 
| Наименование причала | Тип причала  | Глубина у причала, м | Длина причала, м |
| -------------------- | ------------ | -------------------- | ---------------- |
| № 1                  | стационарный | 2,9                  | 29               |
| № 2                  | стационарный | 3,1                  | 166              |
| № 3                  | стационарный | 2,7                  | 45               |
| № 4                  | стационарный | 3,5                  | 50               |
| № 5                  | стационарный | 2,1                  | 68               |
| № 6                  | стационарный | 2,3                  | 80               |
| № 7                  | стационарный | 2,3                  | 40               |

В порту работают гостевой дом, рыбное кафе, деревенский магазин, есть возможность проводить конференции и праздничные мероприятия, организовывать свадьбы.